# Protoceratops
Protoceratops este un gen de dinozauri.
Primele exemplare de Protoceratops au fost descoperite în anii 1920 de către paleontologul Roy Chapman Andrews, specia primind numele Andrewsi. În 2001 a fost indentiificată o nouă specie, Protoceratops hellenikorhinus.
În 1971, în timpul unor excavații în deșertul Gobi, au fost găsiți doi dinozauri încleștați în luptă, îngropați de vii sub o dună de nisip: unul era ceratopsianul primitiv Protoceratops, celălalt era dromaeozaurul Velociraptor. În gresia roșie din deșertul Gobi au fost descoperite multe exemplare de Protoceratops, inclusiv cuiburi fosilizate, ouă și pui.
Protoceratops avea un guler relativ mare la gât și ciocul cornos.